# Furongdun (köpinghuvudort i Kina, Jiangxi Sheng, lat 29,86, long 116,49)
Furongdun är en köpinghuvudort i Kina. Den ligger i provinsen Jiangxi, i den sydöstra delen av landet, omkring 140 kilometer nordost om provinshuvudstaden Nanchang. Antalet invånare är 32 575. Befolkningen består av 16 217 kvinnor och 16 358 män. Barn under 15 år utgör 20,0 %, vuxna 15-64 år 72 %, och äldre över 65 år 7,0 %.
Runt Furongdun är det tätbefolkat, med 257 invånare per kvadratkilometer. Närmaste större samhälle är Fuxing, 9,2 km nordväst om Furongdun. Trakten runt Furongdun består till största delen av jordbruksmark.
Genomsnittlig årsnederbörd är 2 323 millimeter. Den regnigaste månaden är maj, med i genomsnitt 364 mm nederbörd, och den torraste är oktober, med 68 mm nederbörd.